# Тляратинский заказник
Тлярати́нский заказник — государственный природный заказник федерального значения. Расположен в Тляратинском районе Республики Дагестан, Россия.
Учреждён приказом Главного управления охотничьего хозяйства и заповедников при Совете министров РСФСР от 16 декабря 1986 г. № 491 в соответствии с распоряжением Совета министров Дагестанской АССР от 23 сентября 1986 года № 441-р с целью сохранения, восстановления и воспроизводства ценных в хозяйственном отношении охотничьих животных и среды их обитания в высокогорье Большого Кавказа.
Передан в ведение заповедника приказом Министерства природных ресурсов и экологии Российской Федерации от 3 ноября 2009 г. N 360.
Общая площадь территории заказника составляет 83 500 га. Охраняемая территория расположена в пределах абсолютных высот от 1500 до 3932 м.

## Общая информация
Заказник расположен в Тляратинском районе, в верховьях реки Аварское Койсу (бассейн р. Джурмут) и охватывает северные склоны Главного Кавказского хребта и юго-западные отроги хребта Нукатль. На юге граничит с Лагодехским заповедником Грузии и Закатальским заповедником Азербайджана.
Большая часть заказника расположена выше лесного пояса и охватывает типичные ландшафты высокогорий Восточного Кавказа. Вдоль юго-западных окраин заказника среди ледниковых отложений находится несколько десятков высокогорных озёр.
На территории заказника расположено более 11 населённых пунктов пяти сельских администраций и несколько сельхозпредприятий Тляратинского района. Имеются также выделенные пастбища для хозяйств Гунибского и Чародинского районов.

## Флора и фауна
В настоящее время имеет профиль биологического (зоологического) и предназначен для сохранения и восстановления ценных в хозяйственном отношении, а также редких и находящихся под угрозой исчезновения объектов животного мира и среды их обитания. К основным объектам охраны относятся: кавказский благородный олень, дагестанский тур, безоаровый козел, кавказский бурый медведь, серна, рысь, переднеазиатский леопард, каменная куница и многие виды хищных птиц, занесенных в Красную книгу России. По предварительным оценкам всего на территории Тляратинского заказника произрастает более 600 видов высших растений, в том числе 17 видов, занесенных в Красные книги России и Дагестана.
Здесь встречается более 160 видов позвоночных животных, из которых 20 видов занесены в Красные книги МСОП, России и Дагестана (безоаровый козел, переднеазиатский леопард, беркут, белоголовый сип, сапсан и др.). Объявлен ключевой орнитологической территорией как место гнездования эндемичных кавказских, а также стенотопных видов птиц, характерных для высокогорного биома (кавказский тетерев, кавказский улар, альпийская завирушка, стенолаз, альпийская галка, снежный воробей).